# Vaccinium cavinerve
Vaccinium cavinerve är en ljungväxtart som beskrevs av Cheng Yih Wu. Vaccinium cavinerve ingår i Blåbärssläktet, och familjen ljungväxter. Inga underarter finns listade i Catalogue of Life.